# St Helens (Tasmanie)
Pour les articles homonymes, voir St Helens.
St Helens (2 049 habitants) est un village sur la côte nord-est de la Tasmanie en Australie à 148 km à l'est de Launceston.
Il doit son nom au village de St Helens sur l'île de Wight
Ancienne base de la pêche à la baleine au début du XIXe siècle, la ville est devenue le point d'embarquement du minerai de zinc quand ce minerai a été découvert dans la région
À l'heure actuelle, le village vit du tourisme, de la pêche et de l'exploitation du bois.